# Vicky (film, 1953)
Pour les articles homonymes, voir Vicky.
Ne doit pas être confondu avec Vicky (film, 2015).
Pour plus de détails, voir Fiche technique et Distribution.
Vicky (Scandal at Scourie) est un film américain réalisé par Jean Negulesco, sorti en 1953. 

## Fiche technique
- Titre : Vicky
- Titre original : Scandal at Scourie
- Réalisation : Jean Negulesco
- Scénario : Norman Corwin, Leonard Spigelgass et Karl Tunberg d'après une histoire de Mary McSherry
- Production : Edwin H. Knopf
- Société de production : MGM
- Musique : Daniele Amfitheatrof
- Photographie : Robert H. Planck
- Montage : Ferris Webster
- Direction artistique : Cedric Gibbons et Wade B. Rubottom
- Décorateur de plateau : Hugh Hunt et Edwin B. Willis
- Costumes : Walter Plunkett
- Pays d'origine : États-Unis
- Langue : anglais
- Format : Couleur (Technicolor) - Son : Mono (Western Electric Sound System)
- Genre : Drame
- Durée : 90 minutes
- Dates de sortie : 
  - États-Unis : 17 mai 1953
  - France :  18 novembre 1953

## Distribution
- Greer Garson : Victoria McChesney
- Walter Pidgeon : Patrick J. McChesney
- Donna Corcoran : Patsy
- Agnes Moorehead : Schwester Josephine
- Arthur Railey : Vater Reilly
- Philip Ober : B. G. Belney
- Rhys Williams : Bill Swazey
- Margalo Gillmore : Alice Hanover
- John Lupton : Artemus
- Philip Tonge : Fred Gogarty
- Wilton Graff : Leffington
- Ian Wolfe : Stadtrat Hurdwell
- Michael Pate : Rev. Williams
- Tony Taylor : Edward
- Patricia Tiernan : Nonne
- Victor Wood : James Motley
- Perdita Chandler : Schwester Dominique
- Walter Baldwin : Michael Hayward
- Ida Moore : Frau Ames
- George Davis (non crédité) : Barman